# Tracheloptychus
Tracheloptychus — рід ящірок з підродини Zonosaurinae родини Геррозаврів. Має 2 види.

## Опис
Довжина тулуба 60-75 см шкіра має темний колір. Луска ребриста, на тулубі відсутні складки з боків. Мають перед вушним отвором рухомі лусочки, які відіграють роль клапана для закриття вуха.

## Спосіб життя
Полюбляють річкові узбережжя. Часто можна зустріти на мілині. Активні вдень. Харчуються водяними комахами, безхребетними, дрібними ящірками та пташенятами, яйцями.
Це яйцекладні ящірки. Відкладають зазвичай до 4-5 яєць.

## Розповсюдження
Це ендемік о. Мадагаскар. Здебільшого проживає на півдні острова.

## Види
- Tracheloptychus madagascariensis
- Tracheloptychus petersi